# Team Asobi
Team Asobi est un studio japonais développement de jeu vidéo basé à Tokyo et fondé en 2012.
Cette filiale du groupe Sony Interactive Entertainment, spécialisée initialement dans les jeux en réalité virtuelle, est connue pour ses jeux de plateforme  Astro's Playroom (2020) et  Astro Bot (2024).

## Historique
Team Asobi se fait d'abord une spécialité des jeux en réalité virtuelle, en développant  The Playroom VR (2016) puis Astro Bot Rescue Mission (2018).
En 2020, pour la sortie de la PlayStation 5, Team Asobi développe Astro's Playroom (suite du jeu PlayStation VR Astro Bot Rescue Mission sorti en 2018) une démo technique qui vise à exploiter les capacités de la DualSense. Le succès de ce court jeu, la première incursion du studio dans la création d'un jeu ne tenant pas de la réalité virtuelle, lui vaut d'obtenir en 2021 le soutien du groupe Sony Interactive Entertainment pour la création d'un jeu de plateforme à part entière. À l'époque, l'entreprise compte près de 65 employés.
La sortie d'Astro Bot en septembre 2024 est unanimement saluée par la critique et permet au studio de remporter plusieurs Game Awards, dont celui du jeu de l'année.

## Jeux développés
| Titre                    | Date de sortie | Plates-formes |
| ------------------------ | -------------- | ------------- |
| The Playroom             | 2013           | PlayStation 4 |
| The Playroom VR          | 2016           | PlayStation 4 |
| Astro Bot Rescue Mission | 2018           | PlayStation 4 |
| Astro's Playroom         | 2020           | PlayStation 5 |
| Astro Bot                | 2024           | PlayStation 5 |